# Houria Boukrif
Houria Boukrif, née le 19 mars 1995, est une lutteuse algérienne.

## Carrière
Houria Boukrif est médaillée de bronze dans la catégorie des moins de 69 kg aux Championnats d'Afrique de lutte 2017 à Marrakech.